# 雪王驾到
《雪王驾到》是一部中國奇幻冒險網路動畫劇集，由好传动画製作，蜜雪冰城出品，2023年8月25日在中國全網上線，首播3集，全劇共12集（每集約9分鐘）。刘文超和赵宁擔任出品人，鬼七身兼劇本及導演。動畫以蜜雪冰城吉祥物「雪王」為主角，劇情講述雪王来到猎猎谷寻找被人竊走的冰淇淋权杖，意外結識赏金猎人兔老板後開啟了一段冒險旅程。第二季《雪王之奇幻沙州》於2024年推出。

## 配音員
- 叶知秋配音雪王[3]
- 郝祥海配音兔老板[3]
- 藤新配音企鹅[3]
- 图特哈蒙配音刺猬[3]
- 阎么么配音耳廓狐[3]
- 瞳音配音熊[3]

## 劇集
1. 雪王来了
2. 患难之交
3. 猎人之家
4. 巨額賞金
5. 尋找線索
6. 權杖盜賊
7. 爭吵
8. 朋友？敌人？
9. 決战？
10. 決裂
11. 責任
12. 王者歸來

## 音樂
- 〈雪王驾到〉（主題曲）

狗子、龙小套作詞；司嘉桐、杨苪作曲；付小墨演唱
- 〈快出发〉（片題曲）

龙小套作詞；司嘉桐、杨苪作曲；幽舞越山、石天天演唱

## 外部連結
- 雪王驾到的新浪微博
- 豆瓣电影上《雪王驾到》的資料 （简体中文）